# Metrònom
|  | Per a altres significats, vegeu «Metrònom (oficial)». |

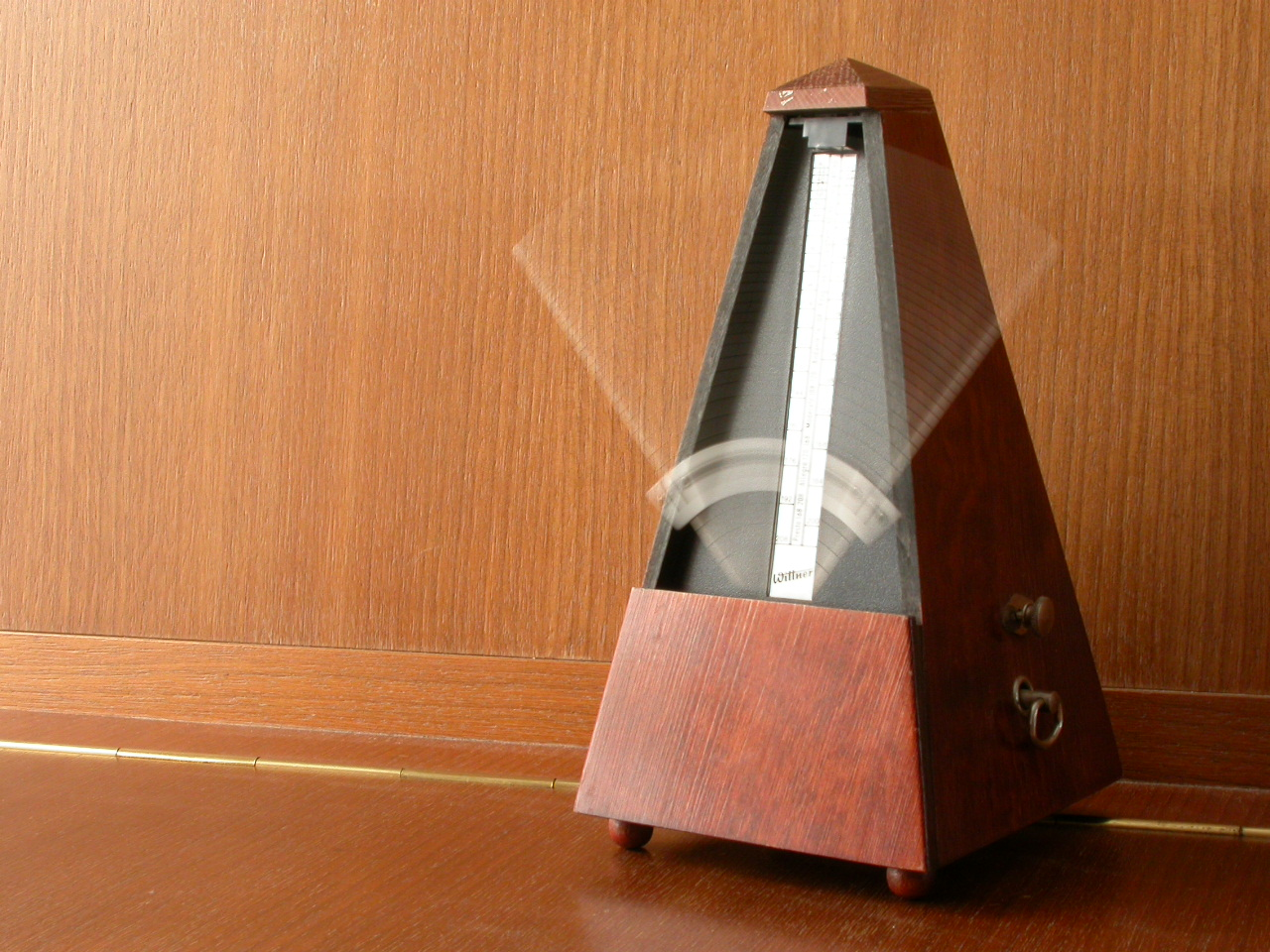
Metrònom

El metrònom és un aparell que produeix una pulsació regular fent servir angles. La pulsació pot ser auditiva, visual o tàctil. Es començaren a construir a principis del segle xix És emprat per molts músics, però musicalment parlant és una eina que ha aixecat moltes controvèrsies. La paraula és d'origen grec: metron = mesura, nomos = regular. Tal com mostra la secció (Crítiques a l'ús del metrònom), una actuació amb metrònom xoca amb l'expressivat que ha de mostrar el músic, en aquest aspecte el metrònom és un entrebanc a l'expressió. Així, hi ha ritmes com la Samba que, si es volen interpretar correctament, no poden ser polsats amb el ritme del metrònom. Per això hi ha músics que rebutgen totalment l'ús del metrònom. Serveix per mesurar el temps. (METRÒ=Medir) (NOM=Temps).

## Història

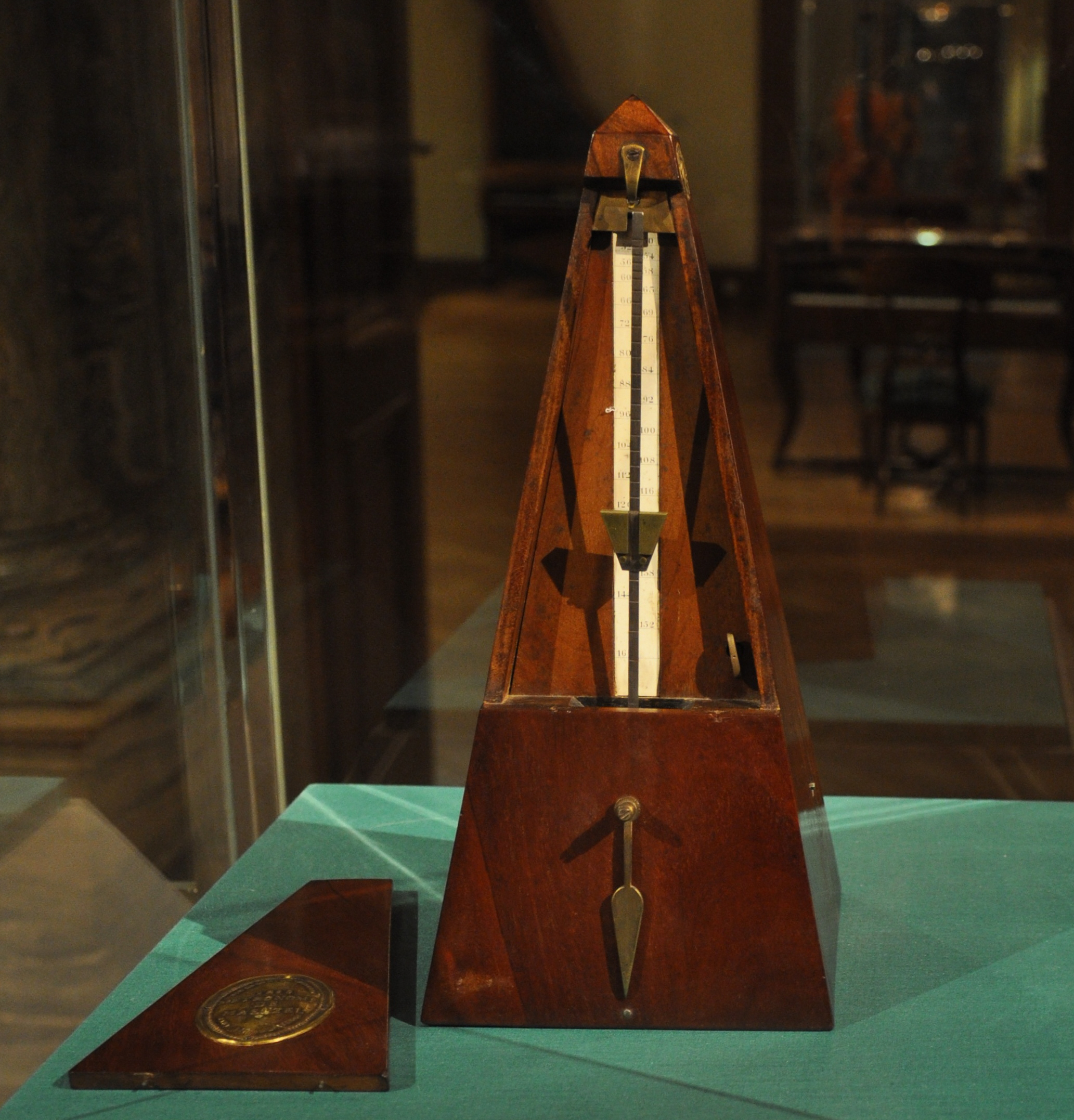
Metrònom de Mälzel, de 1815.

D'acord amb Lynn Townsend White, Jr. l'inventor andalusí Abbas Ibn Firnas (810-887) va ser el primer a crear una espècie de metrònom.
El metrònom mecànic va ser inventat per Dietrich Nikolaus Winkel a Amsterdam l'any 1812. Johann Nepomuk Mälzel va copiar algunes idees de Winkel i va patentar el primer metrònom portàtil el 1816. Ludwig van Beethoven el 1817 va ser el primer compositor de renom que va anotar en les seves obres la pulsació adient del metrònom.

## Classes de metrònoms

### Metrònoms mecànics
El metrònom tradicional més usat és el metrònom mecànic que té un pes ajustable que es pot desplaçar al llarg d'una barra (equivaldria a un pèndol invertit). Si pugem el pes, el tempo disminueix, i si baixem el pes, el tempo augmenta. Un mecanisme dintre del metrònom produeix un clic en cada oscil·lació.

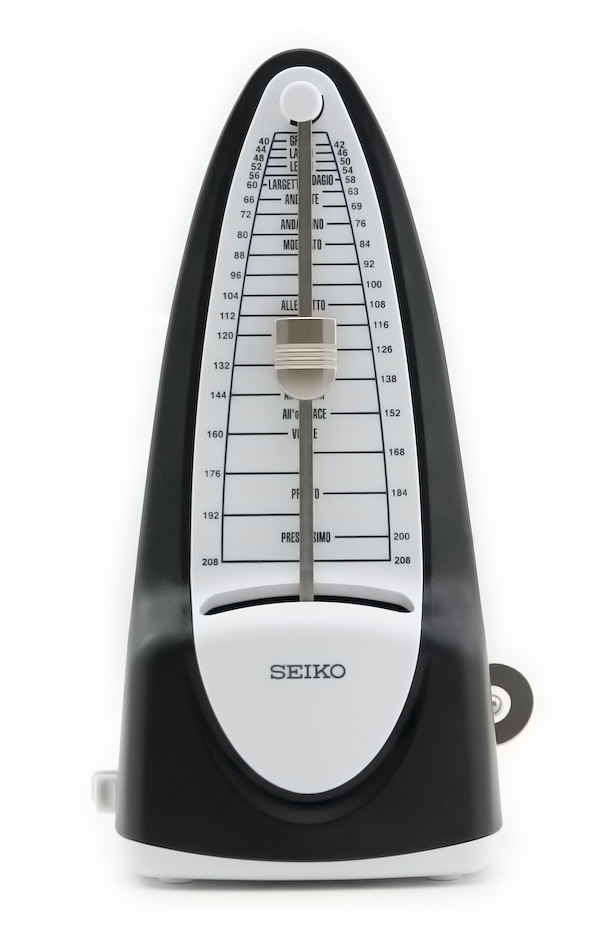
Un metrònom mecànic Seiko

### Metrònoms electrònics

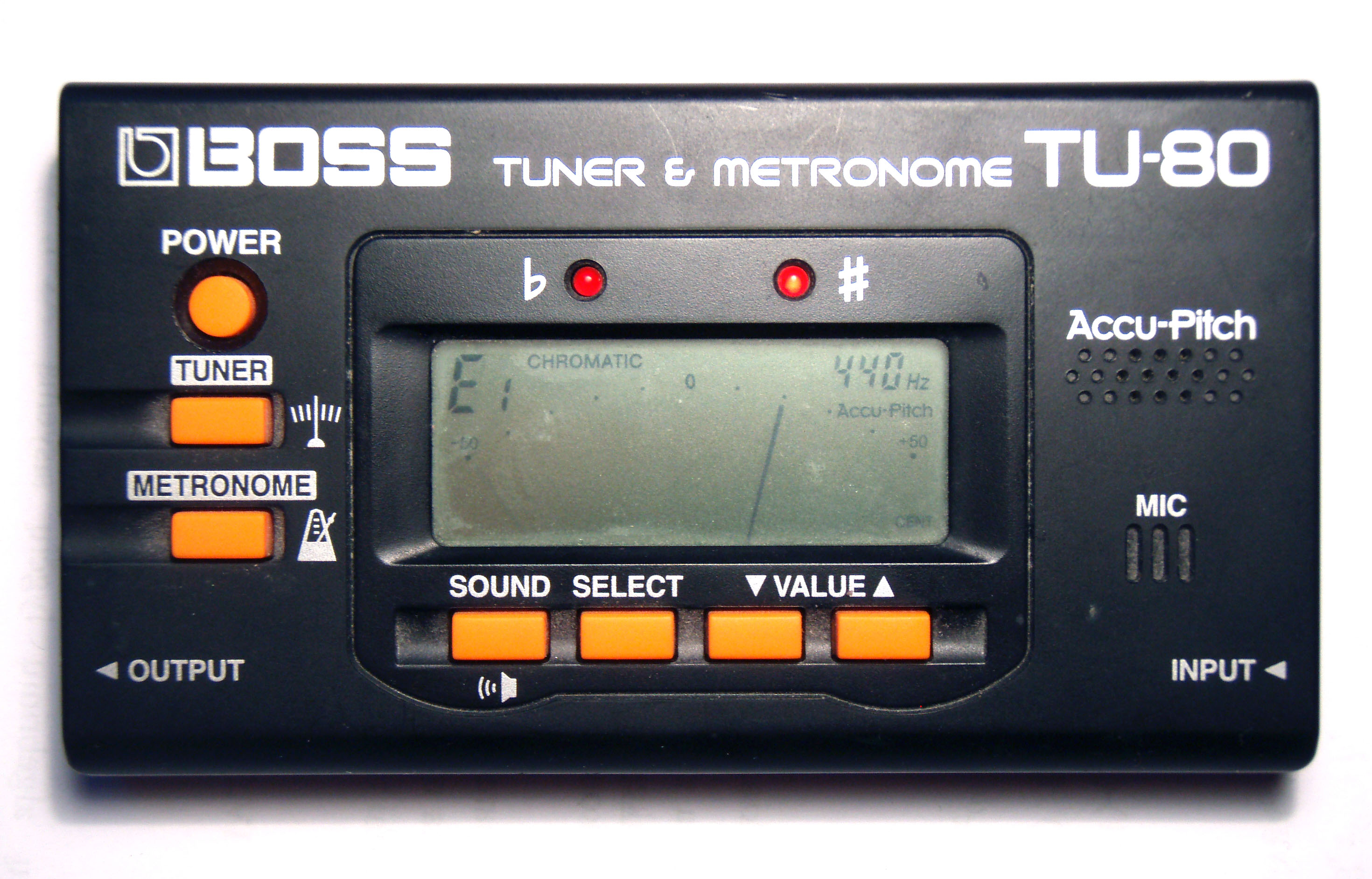
Metrònom electrònic amb afinador

Els metrònoms moderns són electrònics i usen cristall de quars per al mecanisme de precisió, el mateix que usen els rellotges de polsera. Els metrònoms electrònics més senzills tenen botons per controlar el temps; alguns poden produir notes de l'escala musical. Els metrònoms més sofisticats poden produir dos o més sons. Molts teclats electrònics tenen metrònoms incorporats.

## Pulsacions per minut
Sovint a l'encapçalament de les composicions el compositor anota el temps en què vol que es toqui la partitura. S'acostuma a escriure el valor de la nota (una negra, una corxera...) i les pulsacions. Així, una negra=60, vol dir que cada minut s'han d'interpretar 60 notes negres o les seves equivalències.
Tanmateix, i tradicionalment, sempre s'han usat les paraules italianes que indiquen el moviment: largo, adagio, andante, allegro y presto, independentment si s'anota la pulsació del metrònom.
| Negres per minut | Expressió italiana |
| ---------------- | ------------------ |
| 25-45            | Grave              |
| 40-60            | Largo              |
| 45-60            | Lento              |
| 66-76            | Adagio             |
| 76-108           | Andante            |
| 108-120          | Moderato           |
| 112-120          | Allegretto         |
| 120-156          | Allegro            |
| 156-176          | Vivace             |
| 168-200          | Presto             |

## Crítiques a l'ús del metrònom
Un metrònom dona una pulsació rígida i fixa. És molt adequat per a l'estudiant de música per seguir el tempo adequat i donar la duració adequada a cada nota. De totes maneres un cop s'ha estudiat bé la partitura és el moment de la interpretació, del fraseig, de la dinàmica musical, de la respiració i de donar el caràcter propi que demana cada tipus de música; Si no deixem de banda el metrònom llavors la interpretació serà massa rígida, gairebé artificial o metronòmica.
Molts notables compositors, com ara Felix Mendelssohn, Richard Wagner, Giuseppe Verdi i Johannes Brahms criticaren l'ús del metrònom.